# 拉普頓 (密歇根州)
拉普頓（英語：Lupton）是位於美國密歇根州奧格莫縣卡明鎮區及羅斯鎮區的一個普查規定居民點。

## 人口
根據2020年美國人口普查的數據，拉普頓的面積為8.45平方千米，當中陸地面積為8.37平方千米，而水域面積為0.08平方千米。當地共有人口318人，而人口密度為每平方千米37.63人。